# القصر الأبيض (الكرادة)
القصر الأبيض هو بيت مقبّب تراثي في وسط بغداد، أنشأته الحكومة العراقية سنة 1934 ليكون داراً للضيافة في العهد الملكي العراقي، لاستقبال كبار الشخصيات الزائرين للعراق،
مساحته 2500 متر مربع، ذو حديقة كبيرة، وموقعه في شارع النضال، في المحلة 102 في حي السعدون في مقاطعة البتاوين في ناحية الكرادة الشرقية في قضاء الرصافة. سُمّي القصر الأبيض لأن لونه أبيض، وبعد زوال الحكم الملكي، حُوّلت ملكية البيت إلى أمانة بغداد، وفي أواخر الستينات حتى السبعينات، صار القصر متحفاً عسكرياً تابعاً لوزارة الدفاع، وسُمّي المتحف العسكري، وفي تسعينات القرن العشرين صار القصر الأبيض مقراً للرواد من الفنانين والمثقفين لإقامة النشاطات والجلسات الثقافية، تابعاً لوزارة الثقافة، قال عادل العرداوي، باحث عراقي، إن بغداد كانت "تفتقر إلى دور الاستراحة والفنادق حيث لا يوجد سوى فندق “تايكر بلاص” المطل على نهر دجلة، لذا تم بناء القصر الأبيض تقليدا للبيت الأبيض الأميركي، وقال محمد السلامي، ناشط حقوقي، "تختفي وراء أروقة القصر ذكريات ومواقف سياسية كان رجالها ملوكا ورؤساء عربا وأجانب ودبلوماسيين، وكان آخرهم الرئيس اليمني عبد الله السلال الذي جاء في زيارة رسمية إلى العراق عام 1967، ولكن تم إبلاغه من قبل وزير الداخلية العراقي شامل السامرائي آنذاك، بأن انقلابا وقع على حكمه في اليمن، فما كان منه إلا البقاء لمدة سنتين في القصر الأبيض ليعود إلى بلاده بعد الاستقرار السياسي وعودة الأمور إلى طبيعتها الأولى"، والقصر الآن مهمل مقفل، وتُسمّى على اسم القصر الشوارع القريبة والمساكن المحيطة به، فيقال منطقة القصر الأبيض.

## ما بعد الاحتلال الأمريكي
في سنة 2015، قال عادل العرداوي، باحث ومدير العلاقات في أمانة بغداد "بعد عام 2003 عُقدت تحت قبة القصر الابيض العديد من الاجتماعات لتشكيل منظمة موحِدة لمنظمات المجتمع المدني وقد حضرته الراحلة زكية خليفة والممثلة آزادوهي صاموئيل والعديد من النقابات وكنت شخصيا حاضرا، ولغاية 2006 حينما قامت إحدى الجماعات المتنفذة باقتحام المكان وجعلته مقرا لصحيفتها، ولغاية اليوم لا توجد أي لافتة على المبنى تشير إلى مالكيه"، والصحيفة التي اتخذت القصر مقراً لها هي جريدة البينة.